# Великий Руперт
Великий Руперт (англ. The Great Rupert) — американська сімейна кінокомедія режисера Ірвінга Пічела 1950 року.

## Сюжет
В жалюгідній комірчині із дірявим дахом проживає старий артист цирку з дресированим білченям. Господар будиночка Джо Махоуні виганяє старого на вулицю, і замість нього туди в'їжджає сім'я колишніх акробатів. Але у них теж немає грошей, і їх доля була б подібною, якби не диво.
У дуплі білочки Руперта, який він спорудив між стінами двох будинків, Махоуні, просвердливши дірку, зробив собі схованку для зберігання грошей. Ну, а білченя почало викидати своє сміття в отвір даху над головами колишніх артистів.

## У ролях
- Джиммі Дюранте — містер Луї Амендола
- Террі Мур — Розалінда Амендола
- Том Дрейк — Пітер «Піт» Дінгл
- Френк Орт — містер Френк Дінгл
- Сара Хейден — місіс Кеті Дінгл
- Квіні Сміт — місіс Амендола
- Чік Чандлер — Філ Девіс
- Джиммі Конлін — Джо Махоуні
- Руперт — білченя